# In Cile Veritas
In Cile Veritas è il secondo album in studio del cantautore italiano Il Cile, pubblicato il 2 settembre 2014 dalla Universal Music Group.

## Tracce
1. Sapevi di me – 4:14
2. Ascoltando i tuoi passi – 3:37
3. Liberi di vivere – 3:44
4. L'amore è un suicidio – 3:22
5. Parlano di te – 4:14
6. Baron samedi – 3:46
7. Sole cuore alta gradazione – 3:35
8. Maryjane – 3:28
9. Vorrei chiederti – 3:38
10. Un'altra aurora – 3:54